# Segmento iniziale
In matematica si definisce segmento iniziale (o taglio iniziale, o sottoinsieme chiuso verso il basso) di un dato insieme totalmente ordinato {\displaystyle (X,<)} un qualsiasi suo sottoinsieme {\displaystyle Y} tale che:
{\displaystyle b\in Y\Rightarrow \forall a\in X(a<b\Rightarrow a\in Y)}
Il nome deriva abbastanza naturalmente dalla "forma" che un tale insieme ha: segmento perché non ha "buchi" - se {\displaystyle a,b} sono in {\displaystyle Y}, ogni elemento tra {\displaystyle a} e {\displaystyle b} sarà in {\displaystyle Y} - iniziale perché contiene gli elementi di {\displaystyle X} più piccoli.
Casi particolari di segmenti iniziali di un insieme {\displaystyle X} sono {\displaystyle X} stesso e l'insieme vuoto.
Simmetricamente, si definisce un segmento finale (o taglio finale, o sottoinsieme chiuso verso l'alto) mediante la proprietà

Gli insiemi degli interi negativi e positivi sono rispettivamente un segmento iniziale e un segmento finale di

{\displaystyle b\in Y\Rightarrow \forall a\in X(b<a\Rightarrow a\in Y)}

## Utilizzo e proprietà
Il segmento iniziale è un oggetto matematico piuttosto utilizzato in alcuni settori della logica.
- I tagli di Dedekind, tipicamente utilizzati per costruire i numeri reali, sono segmenti iniziali (e in realtà tutti i segmenti iniziali) di {\displaystyle \mathbb {Q} }.

- I segmenti iniziali vengono utilizzati in varie dimostrazioni riguardanti i buoni ordini. Infatti:
  - in generale l'unione di ordini non è un ordine
  - l'unione di ordini che sono a due a due inclusi l'uno nell'altro è un ordine, ma se gli ordini sono buoni ordini, il risultato della loro unione non è necessariamente un buon ordine (basti pensare ai sottoinsiemi di {\displaystyle \mathbb {Z} } della forma {\displaystyle [-n,n]}, ognuno dei quali è bene ordinato ma la cui unione è {\displaystyle \mathbb {Z} })
  - l'unione di buoni ordini che sono a due a due segmento iniziale l'uno dell'altro invece è un buon ordine